# ロレーヌ 37L
ロレーヌ 37L(Lorraine 37L) またはTracteur de ravitaillement pour chars 1937 L（戦車補給用牽引車1937L）は、フランスのロレーヌ社が第二次世界大戦前の戦間期に開発した全装軌式の軽量装甲戦闘車両である。
鹵獲したドイツ軍においても「ロレーヌ・シュレッパー(f)」(Lorraine Schlepper(f)の名称で使用され、改装されて各種自走砲の車体としても用いられた。

（「#ドイツ軍による使用」の節参照）

## 概要
この車輌は1936年4月、前線で再補給を必要とする戦車部隊に弾薬と燃料を供給するための、完全に装甲化された車輌というフランス陸軍の要望により開発された。
試作車が1937年に1輌製造され、量産が開始されたのは1939年である。最終時にはこの車輌の車体を基として、2種の装甲兵員輸送車および1種の戦車駆逐車が計画されていた。大規模に機械化された歩兵部隊の装備として主に配備され、この型式の車輌は1940年のナチス・ドイツのフランス侵攻時に広く投入された。フランスの敗北の後、ヴィシー政権において内密の製造が継続され、解放後に小型の装甲戦闘車輌の生産は最高に達し、1945年には総計が630輌となった。
ドイツでは捕獲車輌を独自の任務に投入し、また後には、特に緩衝装置に信頼性があることを発見し、多数の車輌がマルダーIなどの自走砲や対戦車車輌に改修された。

## 開発
1934年、独立戦車部隊の作戦遂行可能な範囲を増強するため、弾薬補給車を設計するよう命令がなされた。同年、さらなる開発のためにルノー 36Rが選ばれ、1938年に300輌が発注された。しかしながらこの牽引車は限定的な装甲しか施されていなかった。1936年4月17日、前線で戦闘を行う戦車に燃料と弾薬を供給する、完全に装甲化された車輌のため、新規に一連の要求仕様が起草された。
1937年の初期、ロレーヌ社は試作車輌を仕上げた。これはかつてロレーヌ社が製造し、軍に提示した車輌の車体を延長したもので、この基となった車輌は、1931モデル ルノー UE Chenillette、全装軌式の歩兵用補給牽引車を代替するためのものだった。1937年2月、軍需品委員会（Commission de Vincennes）は試作車輌の試験を行い、1937年11月1日より早く評価を完了するよう指示し、製作の未了にかかわらず試験は行われることとされた。試作車輌は7月9日にのみ公開され、8月4日まで試験を受けた。本車は30km/hの最大速度を達成したが、予定の燃料トレーラーを牽引した際には速度が22.8km/hに落ち、これは容認できないほど低いものであった。そこでこの車輌は工場に戻された。より強力なエンジンとより強いクラッチが搭載された後、この車輌は9月22日から10月29日の期間に再試験を受け、このときには要望された35km/hを達成した。

## 生産
委員会は本車について1937年後期に了承し、ことに頑強な緩衝装置に感心を示した。1939年9月、より大型の牽引車のために、緩衝機構とその部品の全生産能力を確保しておくことが決定された。この措置は、ルノーUEを代替する目的を持つ、短縮車体版のロレーヌ牽引車が量産に移されないことを意味した。しかしこの牽引車は他の候補よりは好ましいものと見なされていた。1939年早期の100輌生産の発注は、その月に延長車体版のものへと変更された。
1938年、発注が三度行われた。78輌、100輌、および他に100輌、これは「Tracteur de ravitaillement pour chars 1937 L」（TRC 37L）としてのものであった。1939年、大戦の前に100輌製造という第四次の発注案が続き、第五次のものは74輌、さらに代替用車輌として100輌が追加され、総計は552輌となった。最初の車輌の配備は1939年1月11日にロレーヌ工場から行われた。212輌が1939年9月1日までに供給された。
水陸両用車としての計画が大戦勃発後に作成された。これは機甲師団の数を増大するためであり、ロレーヌ37Lの発注もこれに応じて増加されなければならないことを意味し、発注総計は1,012輌となった。当初の生産目標である月50輌を70輌に増やすことが計画された。生産補助のため、第二の組立工場がフーガ社によりベジエに建設され、最初には20輌、後には30輌を生産することが期待された。実際にはこの数量が達成されることは全くなかった。例としては1月に20輌、1940年4月に両社合計で32輌である。1940年5月26日、440輌がロレーヌ社とフーガ社により生産され、432輌が配備された。この日の後にも生産は続行され、1940年6月25日、フランス戦が終了した日までに推定総計は約480輌に達した。

## 構造

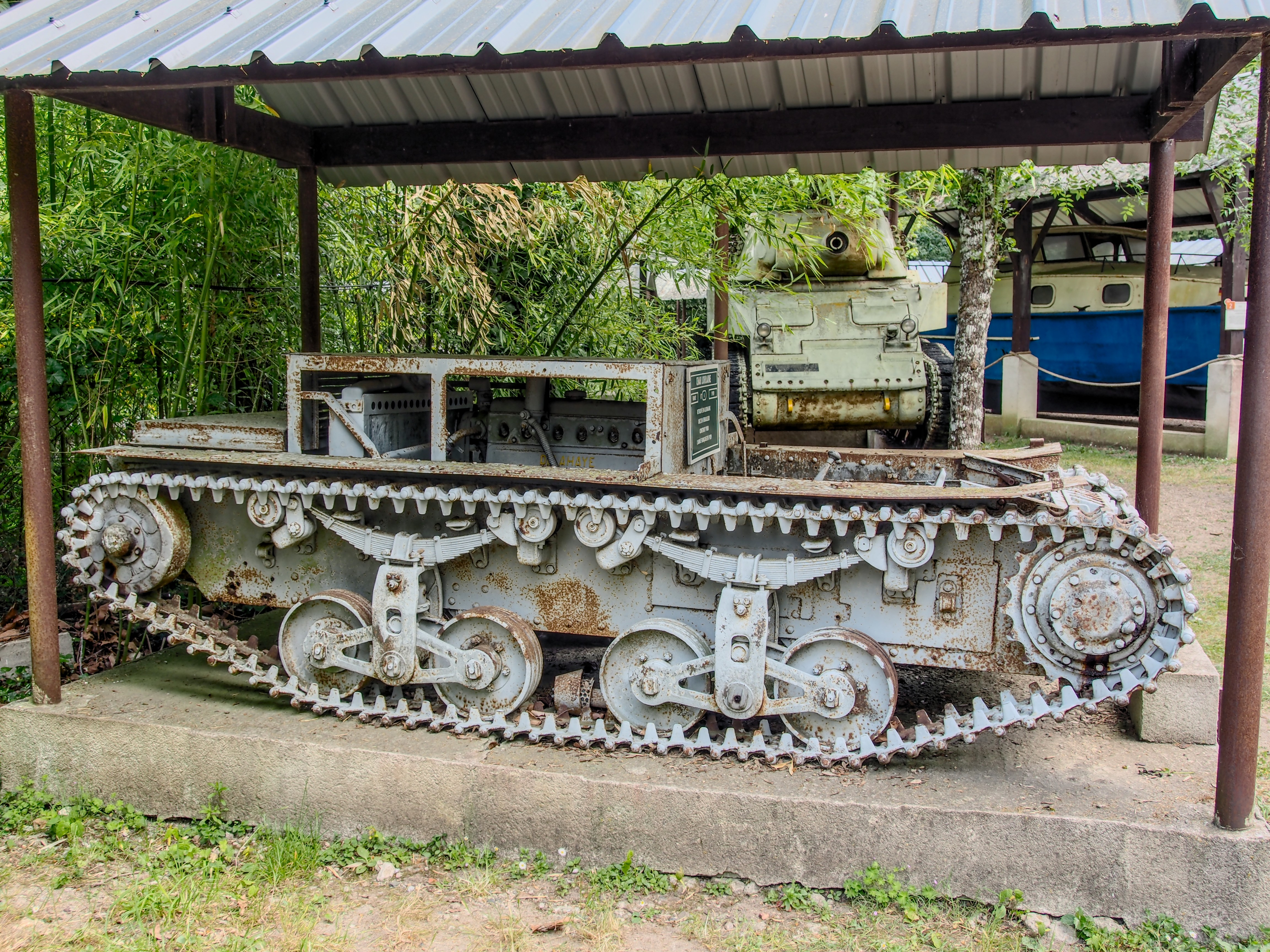
側面から見たロレーヌ 37L。中央に機関室がある車体構造がわかる。

「chenillette」計画に起因してロレーヌ 37Lは小型の車輌に属し、全幅はほんの1.57mである。また4.22mまで車体を延長することで車内空間を確保している。砲塔または上部構造を欠いているために、この車輌の全高は過剰なものではなく、1.215mとなっている。小面積と軽装甲が結びつき、軽量さを確保した。鋲接された垂直面の装甲板厚みは9mm、上底面が6mm、鋳造の曲面化された前端部分が12mmである。基本的にTRC 37Lの重量は5.24tであり、牽引車を接続すれば1.2t増加する。
本車の軽量性により、緩衝装置は非常に頑強、かつ当時のフランス装甲部隊で使用された他の装置と比較しても例外的に信頼の置けるもので、この他の装備は複雑すぎるか脆すぎた。6個の大型転輪と3組のボギーは低い接地圧と良好な重量配分に寄与した。どのボギーも完全な垂直運動が行え、反転させたリーフスプリングの集合体により緩衝した。この機構は上部の履帯が通過するその直下に置かれている。3組の緩衝装置は4つの上部転輪の間に配置された。履帯の幅は22cmである。起動輪は車体前方に置かれ、車体前端部に配置されたトランスミッションにより駆動する。2名の搭乗員のうち操縦手は車体前方区画の左側に座り、ドライブシャフトが彼らの間を通っている。この区画への入り口は幅の広い2枚開きの水平ハッチで、上部ヒンジにより上向けられ、開かれた場合には遮るもののない視界を操縦手に与える。下部ヒンジは下方へと動く。
中央部にエンジン区画が置かれており、前面に置かれた隔壁により操縦区画から分割される。外部の消音マフラーは車輌左側の装甲カバー下に置かれる。シリーズを通して全ての車輌がドライエ社製のタイプ135 6気筒 3.556リットルのエンジン、2,800回転で出力70軸馬力により駆動し、最高速度は35km/hが与えられた。徒渉能力は60cm、超壕能力は130cm、登坂能力は50％である。携行燃料容量は144リットルあり、137kmの航続能力を持っていた。
装甲された弾薬箱が後部に置かれた。810kgの搭載物を携行可能であり、全重6.05tを輸送できた。ルノー UEと同じくTRC 37Lは、全装軌式で装甲を施し、両側面に2個ずつの転輪を装備している被牽引車を供給された。この被牽引車は戦車部隊の補給のため、565リットルの燃料タンクを輸送する用途にもっとも多く使用された。被牽引車の全搭載容量は690kg、総重量は1,890kgである。牽引時には総搭載重量1.5tを発揮した。被牽引車の全幅は155cmであり、牽引車よりもいくぶん狭いものになっているが、全高はやや高く133cmとなっている。牽引時には全体の長さが6.9mに伸びた。この被牽引車はまた、戦車整備班に補給するため、ブルカノ燃料ポンプ、潤滑油、グリス、水、様々な器材とそれらを入れる積載用の箱を輸送した。

## 戦術的な機能と運用の歴史
1939年、ロレーヌ 37Lは戦車師団の補給部隊に段階的に配備されていった。これは装甲師団の運用に関する戦術思想の変化と同時だった。1930年代初期、それまでのフランス軍の戦闘教義は、歩兵による浸透戦術への迎撃として、敵の攻撃をくじくために縦深的な防御ベルトの構築を好んでいた。これは彼らが全体規模の機動戦を構想できた以前のことであり、戦場でのフランス軍は仮想敵としてもっとも可能性のあったドイツ軍よりも精通していないことを痛いほど理解していた。敵は可能な限り自身を同様に防御する、ということが予期できたため、フランス歩兵部隊に置かれた装甲科は、どのようにして自身の待機陣地深くから同様な突破を行うかという厄介な問題に多くを傾注するようになった。また徒歩戦闘を行う歩兵との密接な協力が強調された。敵軍の包囲状態という次の段階に関しては、はるかに少ない注意しか払われなかった。
この状況は1930年代後半に変化した。最終的には相当数の最新かつ良好に装甲防御がなされた戦車を製造でき、もし、諸兵科連合戦術において、十分な砲兵と航空支援が実施されたならば、歩兵部隊は敵の前線を突破する能力に自信を持つことができた。同時に政治情勢から、ドイツを屈従させるには大規模攻勢が必要であると思われるようになった。少数の士官は、戦線の突破と、戦略的な啓開という局面の両方を遂行できる装甲師団の創設を主張した。しかし、こうしたことには熟練した将兵が必要であり、単純に運用できるものではなかった。戦車の「大規模な機動」が前線の突破をもたらすことは理解されており、これは即時に防御位置にある敵を包囲するべきであり、また敵軍の装甲予備兵力の迎撃を打倒しなくてはならなかった。さもなくば、攻撃に適した時期は失われるであろうし、速やかな占領と戦略的な要地の保持を行う機械化師団と装甲騎兵師団を進発させても、十分なほど長く突破口を開いたまま維持することはできなかった。
さらにこれは、深刻な補給上の問題を引き起こした。トラックは前線で戦闘中の戦車と直協できない。戦車部隊用に規定された再補給手順は、再び装備をととのえるために攻撃発起位置まで引き返すというものだった。それは以前の戦争の時代、より遅いテンポの作戦にはまだしも実際的であったが、現代の戦争では受け入れがたいものだった。戦車は、可能な限り速やかな前進再開のために戦場で補給されるべきであった。さらに以下の事柄から全装軌式の補給車輌が必要とされた。この補給車は砲弾でできた多数のクレーターと塹壕などが予想される悪い地形状況を克服でき、また砲弾破片に対抗し、自身を装甲で防御していなければならなかった。突破地域が敵軍の集中砲火の射程内にあると予測されたためである。
本車は歩兵と騎兵が保有する装甲部隊の双方に配備された。歩兵隷下の各独立戦車大隊、もしくは「Bataillon de Chars de Combat」は、12輌のロレーヌ牽引車によって一種の有機的な強さを有した。4輌の「peloton de reserve」つまり補給小隊は3個中隊ごとに配備された。ただし、装甲師団に編入されたBCCはシャール B1もしくはシャールB1 bisを装備しており、TRC 37Lにあっては27輌を保有していた。こうした3個中隊は6輌の牽引車を補給小隊に持ち、また1輌の牽引車を各3個戦車小隊用として有機的に用いた。この余剰な割り当てにより、これら重戦車の多量の燃料消費を補充することができた。重戦車は単に消費が多量なことを別にしても、限定的な航続能力しか持っていなかった。戦車3輌の各グループは、この場合には直に燃料補給の支援を受けた。
フランス戦の期間中、独立中隊が編成され、これらも4輌のロレーヌ牽引車を保有した。もしくは、シャールB1 bisの部隊であるならば割り当てが減らされ、8輌が配備された。しかし、旧式のルノー FT-17 軽戦車には燃料トラックのみがあてがわれた。同様にTRC 37Lはフランス植民地でも使用されなかった。ただ67e BCCはシャールD1を装備しており、この部隊は6月にチュニジアから転進しており、牽引車を供給されている。機械化歩兵師団ではTRC 37Lは使用されなかった。
騎兵部隊では各大隊に20輌の戦車を配備しており、3輌のロレーヌ牽引車を有した。また総計では24輌を、それぞれの機械化軽師団ごとに保有した。AMR 35またはパナール 178の部隊は本車ではなくトラックのみを使用したが、これは牽引車では速度が不十分と判断されたためである。より強いエンジンに換装し、最高速度50km/hをもたらしてこれを修正することが提案された。TRC 37Lはまた、軽騎兵師団にも存在していない。
現実には補給車輌は主に路上で行動し、予定の接触地点で戦車と合流した。理論上、ブルカノ燃料ポンプは15分で565リットルをくみ出すことができたため、燃料補給は比較的速いものだった。重戦車へ完全に再補給するには通常約40分から60分がかかった。ガソリン3,600リットルを運ぶ中隊の燃料トラックにより、被牽引車の燃料タンクは補充された。 中隊の補給品は大隊の補給部から補充され続け、トラックが50リットル入りのドラム缶を積んで移送した。こうした配分方法は、戦術レベルでは十分な燃料補給を保証したが、しかし戦略的な機動を行うにはあまりにも妨げの多いものだった。もし長距離を装軌式車輌でカバーするべきならば、戦車は燃料トラックから直接燃料補給をうけただろう。
5月10日、ドイツ軍が侵攻を開始したとき、フランスの戦車部隊はロレーヌ 37Lの606輌からなる有機的な強みを持っていた。しかしこの生産台数は、各部隊の公式な補充量を供給するには不十分だった。部隊の約3分の1は牽引車なしで済まさなければならなかった。この日、フランスの司令本部はTRC 37Lの能力を増すため、「1e」師団および「2e DCR」師団の戦力の半減を決定した。これらの装甲師団は、ドイツ軍がジャンブルーの間隙部分へ突破を試みることが予期されたため、これに対抗する予備兵力として目印をつけられた。また短い航続能力のシャールB1 bisはフランスの司令部から懸念が持たれた。十分な台数の牽引車を自由に使えるよう、未だに再編成中であった「3e DCR」は12輌のTRC L37を「1e DCR」に譲らねばならなかった。皮肉にも、ドイツ軍主力はフランスのスダンを突破し、「3e DCR」はこの阻止に向かわされた。また、より多数の燃料トラクターを保有したにもかかわらず、「1e DCR」は4月15日にも未だ燃料補給中であり、ドイツ軍の第7機甲師団に奇襲を受けた。
作戦中、TRC 37Lの搭乗員は若干武装する必要があることにすぐ気がつき、自らの車輌に機関銃架を即席に装備した。

## 派生型

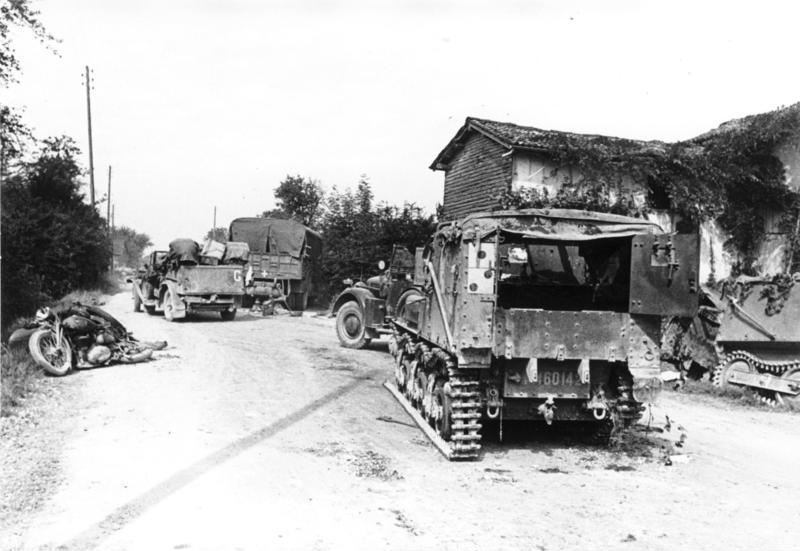
1940年、放棄されたVBCP 38L

TRC 37Lからの初の改修は装甲兵員輸送車であり、「Voiture blindée de chasseurs portés 38L」、つまり「装甲搭載歩兵車輌38L」であった。TRC 37Lと同じくロレーヌ38Lは、装甲化された全装軌式牽引車を装備した。収容能力は兵員12名である。操縦区画には操縦手と搭乗員が1名乗り、4名が既存の貨物室に、また牽引車には兵員が6名乗せられた。歩兵分隊の防護として、背の高く箱状の装甲化された上部構造物が車体および後方の牽引車の両方に設けられ、後方にドアが作られた。VBCP 38Lは総計240輌が発注され、9輌が1939年9月1日に、また約150輌が1940年6月25日に配備された。フランス戦でのこれら全ての配備車輌は、フランス陸軍により全装軌式のAPCとしてのみ用いられた。車輌は単独の「Bataillon de Chasseurs Portés」、つまり機械化歩兵大隊を「Division Cuirassée」の内部に作るか、または歩兵科における機械化師団を企図していた。しかし5月10日の時点でもこれらの車輌は部隊に配備されることはなく、該当部隊は半装軌車を使用し続けることとなった。
改善されたモデル「VBCP 39L」は8人の乗員を運ぶために貨物室を拡大して製造された。この型式では被牽引車がつかず、搭乗員総数は10名だった。追加の部屋は上部デッキを持ち上げることで確保された。搭乗員区画はオープントップ形式とされた。また、組立は前面がより前方へと傾斜した装甲となり、先端部分と接触している。こうしたことから本車は戦後のAPCと外見が類似する。約200輌のVBCP 39Lが発注されたものの、1940年6月までに1輌も配備されることはなかった。 数輌の試作型および実験車両には指揮車輌と駆逐戦車があった。この駆逐戦車は「47 mm SA mle.1937」（1937年型47 mm対戦車砲）を装備し、「Chasseur de Chars Lorraine」（ロレーヌ駆逐戦車）と呼ばれた。

## ヴィシー政権下での生産
1939年および1940年中に、本車は主としてリュネヴィルに所在するロレーヌ工場で量産された。1939年の初期、ドイツの爆撃に対してより抵抗力がある南方の場所、バニェール＝ド＝ビゴールに工場の建設が決定された。この「バニェールの製作所」は独仏双方に結ばれた休戦の時までに1輌の車体さえも生産しなかった。しかしこの工場は、ベジエに所在する牽引車製作会社フーガ工場と同様、ヴィシー政権が統治するドイツに占領されていない地域に位置していた。1940年6月以後、総計約150輌の限定的な生産が継続されたが、軍用型としては公式に生産されることはなかった。
これらの車輌のいくつかは短縮された車体を持ち、緩衝機構は両側面に2組のボギーのみで構成されている。ロレーヌ牽引車は表向き、林業と建設作業での使用に適合するようになっていた。実際のところこれらの車輌は簡単に作り直すことができ、内密に装甲戦闘車輌の製造を成立させていた。AMX工場では秘密裏にこれら車輌のための装甲車体を生産し、備蓄していた。この形式の車輌は「Tracteur Lorraine 37 L 44」と呼ばれた。
南部フランスはドイツにより1942年11月に占領され、これら車体の多数が隠匿された。1944年春、フランスのレジスタンス達はロンドンからの指令によりバニェールの工場を攻撃し、連合軍はこうした車輌がドイツのために製造されていたと推定した。1944年夏、レジスタンスに対し事情にかかわる通知があり、さらなる攻撃は停止された。この時の約束は、レジスタンスの使用のために既存の車輌が武装されることであった。1945年1月、解放の後、これらの中から最初に20輌が配備された。戦争中、一カ月に約20輌の割合で工場は車輌の改修を続けた。しばしばこの改修は装甲化された上部構造物を装着することで行われ、武装は軽機関銃または重機関銃であり、車体の前面または後方に取り付けられた。写真が残されている車両の一つは、戦闘室にMG 151機関砲を搭載したもので、FFI（フランス国内軍）あるいは自由フランス軍によって運用された車両である。また、オードナンス QF 17ポンド砲を搭載した車両も試作されたが、発砲の反動を低減するために複雑な構造のマズルブレーキの装着が必要になるなどして生産性、コスト面で問題があり実用化されなかった。

## ドイツ軍による使用
フランス降伏後、ロレーヌ牽引車のうち約360輌という相当な台数がドイツ軍の手に落ちた。本車の信頼性は1941年から1942年のドイツ軍が好んだ機動戦術によく適合した。そのようにして投入されたこれらの車輌は当初「ロレーヌ・シュレッパー(f)」(Lorraine Schlepper(f) と改称された。"Schlepper"とはドイツ語で「牽引車」の意味である。

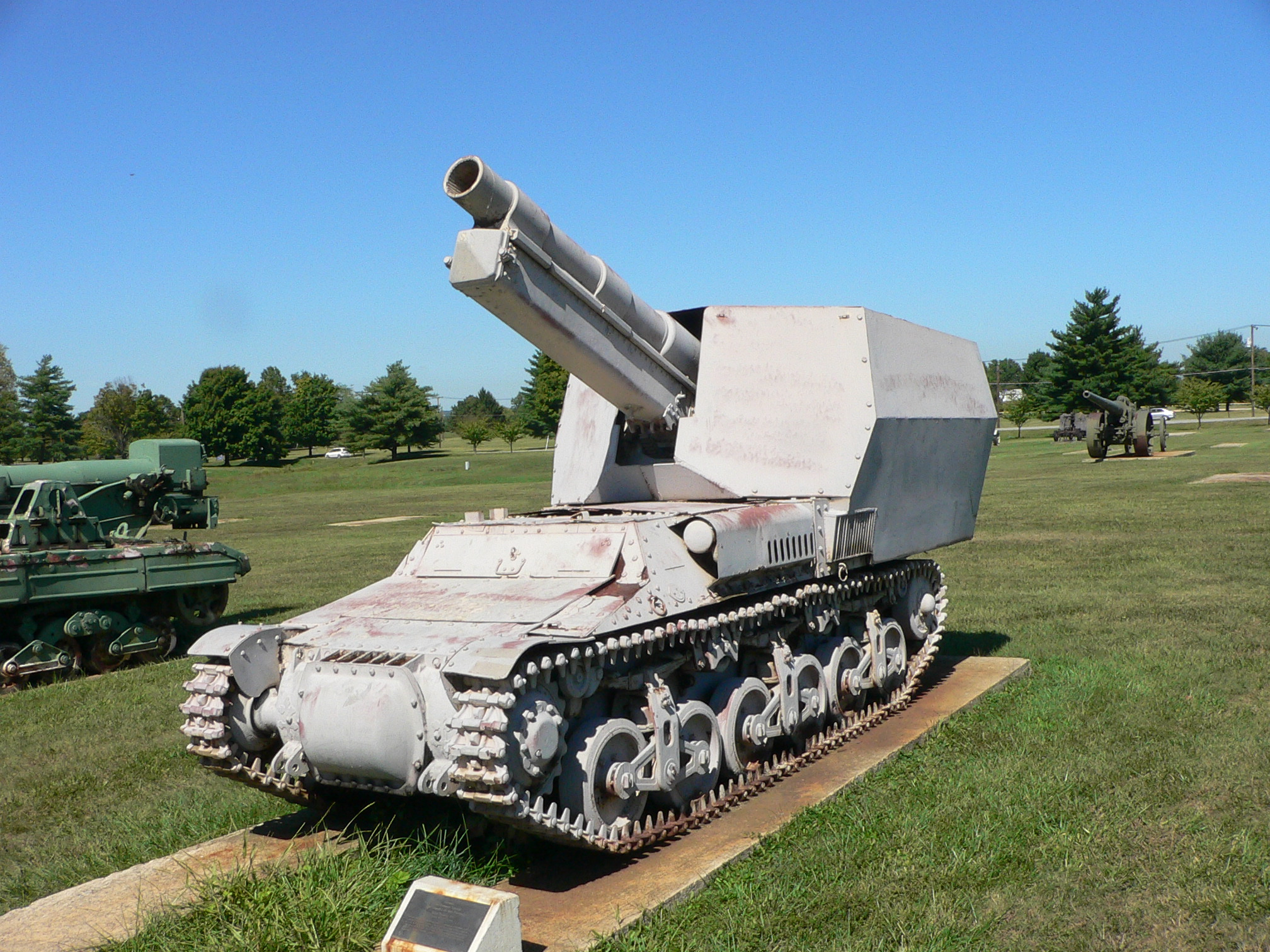
ドイツにより自走砲へと改修された車両である 15cm sFH13/1 (Sf) auf Geschuetzwagen Lorraine Schlepper (f)。走行装置、操縦席、車体形状がわかる

軍による運用の結果、性能的には二級品にすぎないと評価されたため、民生向けの土木作業用トラクターとして農業省に移管され使用されていたが、戦車不足により自走砲に改造されることになった。車体が小さく、速度も遅かったが、エンジンが中央部にあり、後部が兵員や荷物を搭載する構造になっていたために、簡単な改造で自走砲にできることから短期間で多数の改造型が作られた。ドイツ軍自身は同様の車輌を生産することはなく、ロレーヌ牽引車は全装軌式の補給車として要求を満たした。名称は「Gefechtsfeld-Versorgungsfahrzeug Lorraine 37L (f)」（ロレーヌ37L 戦場補給車（フランス製）の意）、もしくは「'Munitionstransportkraftwagen auf Lorraine Schlepper」（弾薬運送車型ロレーヌ牽引車）とされた。
1942年7月から8月、約170輌ほどがドイツ陸軍用として改修され、「7.5cm PaK40/1 auf Geschuetzwagen Lorraine Schlepper (f)」もしくは「マルダーI」となった。これは75mm砲を装備した自走対戦車砲である。同時に106輌が自走砲に改修された。94輌が「15cm sFH13/1 (Sf) auf Geschuetzwagen Lorraine Schlepper (f)」へ、また12輌が「10.5cm leFH18(Sf) auf Geschuetzwagen Lorraine Schlepper (f)」になっている。さらに砲兵観測車が供給された。これは「Beobachtungswagen auf Lorraine Schlepper (f)」であり、30輌が生産された。このほか、ソビエト連邦製122mm榴弾砲の装着に伴って1輌が改修された。これには「12.2cm Kanone (r) auf Geschuetzwagen Lorraine (f)」の名称が与えられている。
しばらくの間、47mm戦車駆逐車へ改修されたとする存在が仮定された。これは現存写真から「4.7cm Pak181(f) auf PanzerJäger Lorraine Schlepper (f)」と推定されたものであった。しかし、実際には上記に示されるフランス製「Chasseur de Chars Lorraine」（ロレーヌ駆逐戦車）のことを表していた。この車輌は1940年6月に特別に改修製作された。
ドイツ軍はまた、VBCP 38Lを「Lorraine 38L(f)」として投入した。

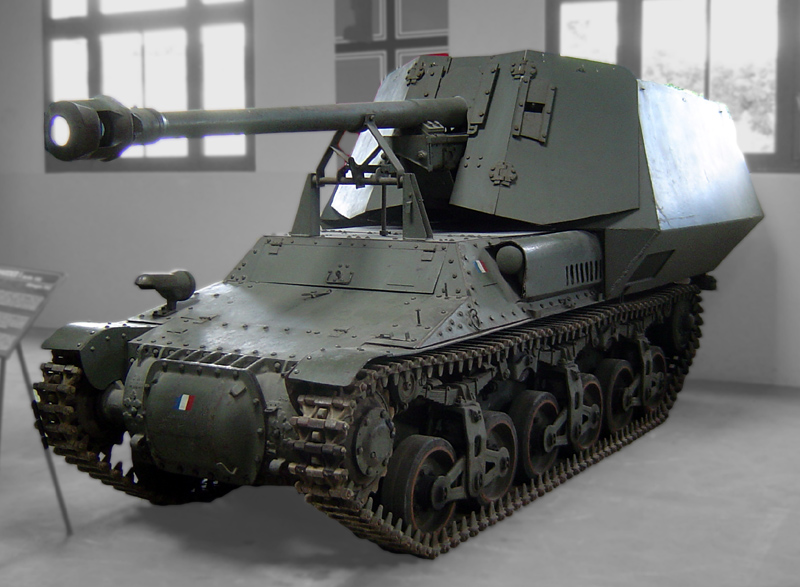
マルダーI
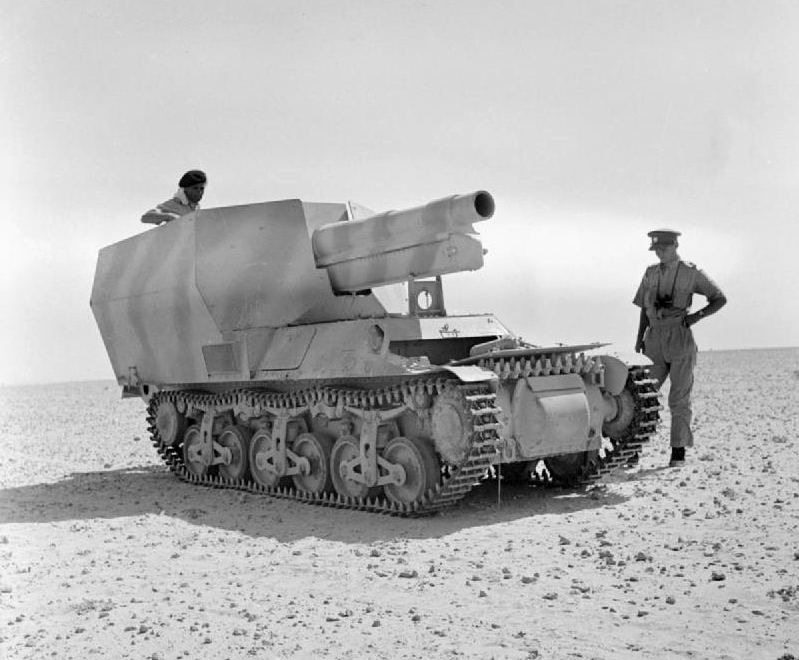
エル・アラメインの戦いで捕獲されたSdKfz 135/1 15cm自走榴弾砲

## 戦後
第二次世界大戦後、ロレーヌ牽引車は様々な実験的任務のために用いられた。ある程度の数が民生用の市場で売却され、クレーンや掘削用の装備を運ぶために使われた。ロビー活動にもかかわらず製作工場はフランス陸軍から発注を確保できなかったが、これは連合軍の軍需品が大量に放出されて自由に入手できたことによる。同様に、この形式の車輌をスイスに輸出するという1946年の計画は失敗に終わった。戦後の数年のあいだは幾輌かが軍の目録にリストされていた。最後の使用国として知られるのはシリアまたはレバノンである。シリア（あるいはレバノン）では、ロレーヌ37Lの車体にアメリカ製のM1916 75mm野砲を搭載した自走砲を少数製作し運用していた。

## 登場作品

### ゲーム
『R.U.S.E.』
フランスの駆逐戦車として登場。
『World of Tanks』
自走砲型が フランス自走砲Lorraine 39L AMとして開発可能。
『War Thunder』
フランスのランクI駆逐戦車Lorraine37LとしてChasseur de Chars Lorraineが使用可能。